# Lista dos campeões mundiais televisivos da ROH

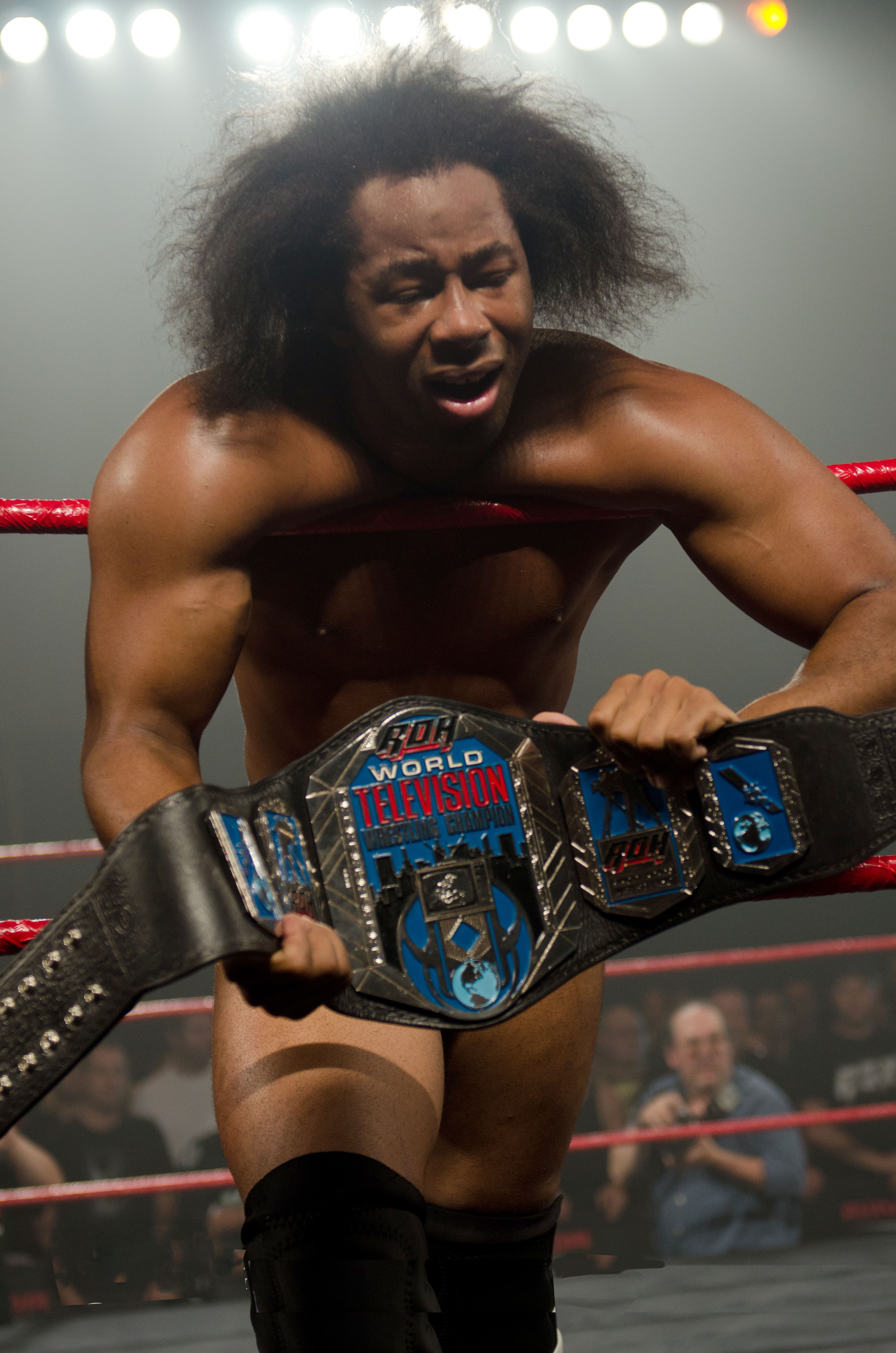
Jay Lethal como campeão mundial televisivo da ROH em agosto de 2011.

Esta lista de campeões mundiais televisivos da ROH reúne os atletas que obtiveram este título de luta profissional que pertence a organização estadunidense Ring of Honor (ROH). Criado em 2010, é um título de valor menor que o Campeonato Mundial da ROH, ou seja, é comummente disputado por lutadores de menos importância na empresa.
A criação do Campeonato Mundial Televisivo da ROH foi anunciado através do site oficial da empresa em 20 de janeiro de 2010. Um torneio de eliminação de oito lutadores foi então anunciado para determinar o campeão inaugural. A competição começaria em 4 de fevereiro de 2010 e terminaria dois dias depois, durante eventos gravados para transmissão posterior do programa de televisão da ROH chamado de Ring of Honor Wrestling; no entanto, devido a condições climáticas severas na região da Filadélfia, local das gravações dos shows da ROH, o segundo dia da competição foi cancelado, sendo retomado apenas em 5 de março de 2010.
Em 22 de janeiro de 2010, Rhett Titus, El Generico, Eddie Edwards, Delirious, Kevin Steen, Kenny King, Colt Cabana e Davey Richards foram anunciados como os participantes do torneio. Na primeira rodada, Steen derrotou Rhett Titus, Eddie Edwards derrotou Cabana, Richards venceu Delirious e Kenny King derrotou El Generico. Nas semifinais, Edwards derrotou Steen, e Richards venceu King. Na final, realizada em 5 de março de 2010 (que foi exibido em 26 de abril), Edwards derrotou Davey Richards para se tornar o primeiro campeão mundial televisivo da ROH.
Os reinados do Campeonato Mundial Televisivo da ROH são determinados com a realização de combates de luta profissional, onde os competidores estão envolvidos em rivalidades com roteiros pré-determinados. As rivalidades são criadas entre os vários competidores, onde utilizam o papel de face (herói) e o de heel (vilão). Com 597 dias, o segundo reinado de Jay Lethal é considerado o maior da história do título; já o reinado de Will Ospreay é o mais curto, com apenas dois dias. Lethal também possuí o recorde de maior número de defesas bem sucedidas, com 35. O atual campeão é KUSHIDA, que está em seu primeiro reinado, após derrotar Mary Scurll nas gravações do Ring of Honor Wrestling em 14 de maio de 2017. Em suma, temos 15 reinados distribuídos entre 13 lutadores diferentes.

## História

### Reinados
| #       | Ordem dos reinados                                                               |
| Reinado | O número de reinados para o conjunto específico de lutadores listados            |
| Evento  | O evento promovido pela respectiva promoção em que os títulos foram conquistados |
| —       | Usado para reinados vagos para não contá-lo como um reinado oficial              |
| +       | Indica que o reinado atual está mudando diariamente                              |

| #  | Lutador             | Reinado | Data                    | Dias com o título | Local                    | Evento                      | Defesas | Notas | Ref.          |
| -- | ------------------- | ------- | ----------------------- | ----------------- | ------------------------ | --------------------------- | ------- | --- | ------------- |
| 1  | Eddie Edwards       | 1       | 5 de maio de 2010       | 280               | Filadélfia, Pensilvânia  | Ring of Honor Wrestling     | 9       | Edwards derrotou Davey Richards na final de um torneio de oito lutadores para se tornar o primeiro campeão mundial televisivo da ROH. Exibido em 26 de abril de 2010. | [ 10 ] [ 12 ] |
| 2  | Christopher Daniels | 1       | 10 de dezembro de 2010  | 198               | Louisville, Kentucky     | Ring of Honor Wrestling     | 6       | Exibido em 31 de janeiro de 2011. | [ 13 ]        |
| 3  | El Generico         | 1       | 26 de junho de 2011     | 48                | Nova Iorque, Nova Iorque | Best in the World 2011      | 0       | | [ 14 ]        |
| 4  | Jay Lethal          | 1       | 13 de agosto de 2011    | 231               | Chicago Ridge, Illinois  | Ring of Honor Wrestling     | 6       | Exibido em 1 de outubro de 2011. | [ 15 ] [ 16 ] |
| 5  | Roderick Strong     | 1       | 31 de março de 2012     | 90                | Fort Lauderdale, Flórida | Showdown in the Sun         | 4       | | [ 17 ]        |
| 6  | Adam Cole           | 1       | 29 de junho de 2012     | 246               | Baltimore, Maryland      | Ring of Honor Wrestling     | 5       | Exibido em 28 de julho de 2012. | [ 18 ]        |
| 7  | Matt Taven          | 1       | 2 de março de 2013      | 287               | Chicago Ridge, Illinois  | 11th Anniversary Show       | 12      | | [ 19 ]        |
| 8  | Tommaso Ciampa      | 1       | 14 de dezembro de 2013  | 111               | Nova Iorque, Nova Iorque | Final Battle 2013           | 2       | | [ 20 ]        |
| 9  | Jay Lethal          | 2       | 4 de abril de 2014      | 567               | Westwego, Louisiana      | Supercard of Honor VIII     | 35      | Foi uma luta de duas quedas. | [ 21 ]        |
| 10 | Roderick Strong     | 2       | 23 de outubro de 2015   | 119               | Kalamazoo, Michigan      | Glory By Honor XIV          | 9       | | [ 22 ]        |
| 11 | Tomohiro Ishii      | 1       | 19 de fevereiro de 2016 | 79                | Tóquio, Japão            | Honor Rising: Japan 2016    | 3       | | [ 23 ]        |
| 12 | Bobby Fish          | 1       | 8 de maio de 2016       | 194               | Chicago Ridge, Illinois  | Global Wars (2016)          | 7       | | [ 24 ]        |
| 13 | Will Ospreay        | 1       | 18 de novembro de 2016  | 2                 | Liverpool, Inglaterra    | Reach for the Sky Tour 2016 | 0       | | [ 25 ]        |
| 14 | Marty Scurll        | 1       | 20 de novembro de 2016  | 175               | Londres, Inglaterra      | Reach for the Sky Tour 2016 | 9       | | [ 26 ]        |
| 15 | KUSHIDA             | 1       | 14 de maio de 2017      | 2867+             | Filadélfia, Pensilvânia  | Ring of Honor Wrestling     |         | | [ 27 ]        |

## Lista de reinados combinados

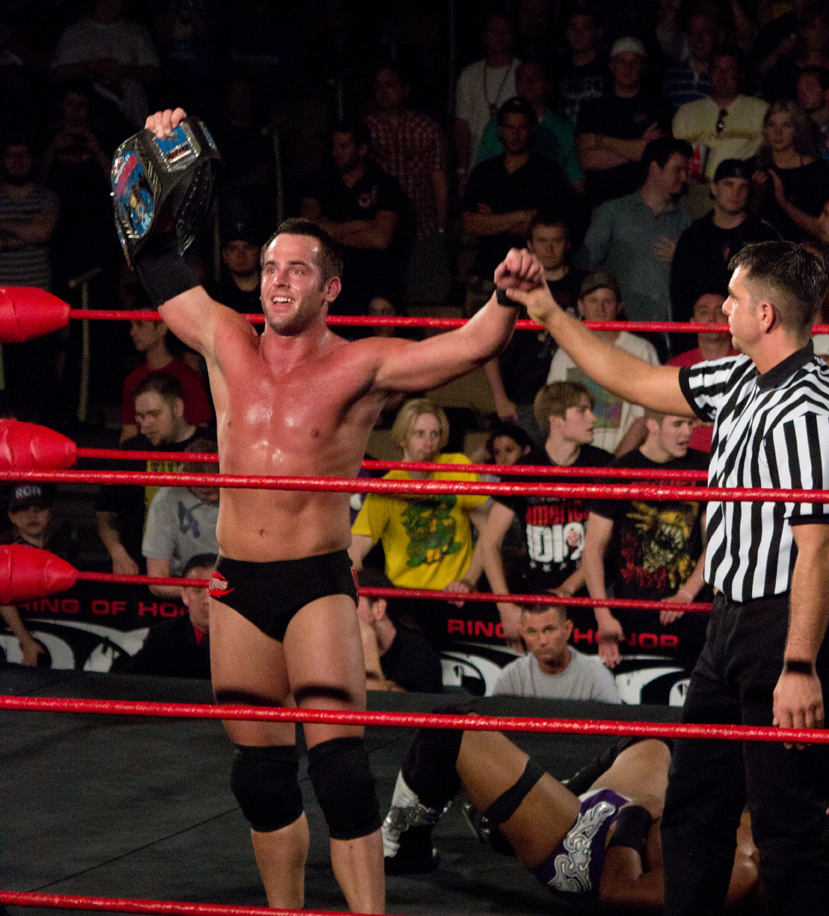
Roderick Strong ao vencer o Campeonato Mundial Televisivo da ROH se tornou o segundo vencedor da tríplice coroa da Ring of Honor.

| + | Indica o atual campeão |

Em 20 de março de 2025.
| Pos. | Lutador             | Nº de reinados | Defesas totais | Dias combinados |
| ---- | ------------------- | -------------- | -------------- | --------------- |
| 1    | Jay Lethal          | 2              | 41             | 798             |
| 2    | Matt Taven          | 1              | 11             | 287             |
| 3    | Eddie Edwards       | 1              | 9              | 280             |
| 4    | Adam Cole           | 1              | 5              | 246             |
| 5    | Roderick Strong     | 2              | 13             | 209             |
| 6    | Christopher Daniels | 1              | 6              | 198             |
| 7    | Bobby Fish          | 1              | 7              | 194             |
| 8    | Marty Scurll        | 1              | 9              | 175             |
| 9    | Tommaso Ciampa      | 1              | 9              | 111             |
| 10   | Tomohiro Ishii      | 1              | 3              | 79              |
| 11   | El Generico         | 1              | 0              | 48              |
| 12   | KUSHIDA †           | 1              |                | 2867+           |
| 13   | Will Ospreay        | 1              | 0              | 2               |